# Pedro Roque
António Pedro Roque da Visitação Oliveira (10 de janeiro de 1963) é um professor, deputado e político português. Ele é deputado à Assembleia da República na XIV legislatura pelo Partido Social Democrata. É secretário-geral dos Trabalhadores Social-Democratas.Tem uma licenciatura em História e uma frequência de mestrado em Comunicação Educacional Multimedia.